# 黑口蛙螺
黑口蛙螺（学名：Bursa lamarckii），是异足目蛙螺科蛙螺属的一种。主要分布于印度尼西亚、韩国、台湾，常栖息在浅海。